# 高知市立南海中学校
高知市立南海中学校（こうちしりつ なんかいちゅうがっこう）は、高知県高知市長浜にある公立中学校。

## 概要
- 生徒数164名・学級数9（2024年4月8日現在）。

## アクセス
- 最寄バス停:南海中学校前（とさでん交通）なおこのバス停は主に朝は下り、それ以外は上りのバスしか停車しないので市内中心部から向かう場合は南海中学校通で下車する。

## 著名な出身者
- 増健亘志 - 大相撲力士・元十両
- 山崎正恭 - 衆議院議員
- 池透暢 - 車いすラグビー選手